# Borgsee
Der Borgsee ist ein See auf dem Gebiet der Gemeinde Dobbertin im Landkreis Ludwigslust-Parchim in Mecklenburg-Vorpommern. Er war einst Teil der Lüschow, zu der heute noch eine Grabenverbindung besteht.

## Geografie
Das Gewässer liegt im Naturpark Nossentiner/Schwinzer Heide etwa 2,4 Kilometer östlich des Dorfes Dobbertin und 3,2 Kilometer nordöstlich des Goldberger Stadtzentrums. Wenngleich der Borgsee auf dem Gemeindegebiet von Dobbertin liegt, bildet ein Großteil des Ufers, mit Ausnahme des nördlichen Uferbereichs, die Grenze zu Goldberg. Etwa 260 Meter östlich des Sees liegt der Dobbertiner Ortsteil Neu Schwinz, etwa 190 Meter südlich die zu Goldberg gehörende Siedlung Schwinzer Ziegelei. Der See ist vollständig von Wald umgeben. Nach Westen und Osten steigt das Gelände relativ steil an. Die flacheren Uferbereiche im Süden und nach Norden zur Lüschow sind sumpfig.
Das 4,8 Hektar große Gewässer hat eine wenige gegliederte, beinahe kreisrunde Form mit einem Durchmesser von rund 250 Metern. Der Umfang der Wasserfläche beträgt etwa 820 Meter, der Wasserspiegel liegt 46 Meter über NHN. Nach Norden entwässert der See über einen Graben zur Lüschow. 1937 hatte der Borgsee noch eine Fläche von 9 Hektar und eine durchschnittliche Wassertiefe von zwei Metern.

## Geschichte
Der Borgsee war einst Teil des nördlichen Nachbarsees, der Lüschow. Zwischen der größeren Seenfläche im Norden und dem Becken des heutigen Borgsees ragte die als Tannen Werder, in neueren Karten als Insel bezeichnete, Halbinsel in den See. Auf der Wiebekingschen Karte von 1786 ist der heutige Borgsee noch Teil der Lüschow.
Mitten im Tannen Werder existiert ein annähernd kreisrunder Erlenbestand (Bruchwald) auf mineralischem Boden. Dieser Erlenbestand dürfte auf bzw. in einem slawischen Ringwall stehen. Dort soll die Burg gestanden haben, die dem Burgsee (Borgsee) zum Namen verholfen hat.
Durch Veränderungen des Gewässernetzes im Dobbertiner Seengebiet nach 1772, insbesondere durch die Trockenlegungen der Dobbiner und Klädener Seen noch nach 1816 und den erfolgten Absenkungen des Dobbertiner Sees bis 1865 kam es vor 1882 durch Verlandung zur Trennung des Borgsees von der Lüschow.
Am 10. November 1901 berichtete der Forstinspektor Julius Garthe vom Klosterforstamt Dobbertin, dass nur noch ein schmaler Graben den Borgsee mit der Lüschow als Grenze des Klosteramts Dobbertin zwischen der Schwinzer Forst und der Großherzoglichen Forst Goldberg verbindet.

## Karten
- Topographisch oeconomisch und militaerische Charte des Herzogthums Mecklenburg-Schwerin  1788 Klosteramt Dobbertin mit der Sandpropstei vom Grafen Schmettau.
- Wiebekingsche Karte von Mecklenburg 1786.
- Wirtschaftskarte Forstamt Dobbertin 1927/1928.